# Alvin and the Chipmunks 2
Alvin and the Chipmunks 2 là một bộ phim hoạt hình hài hành động Mỹ 2009 của đạo diễn Betty Thomas. Phim được viết bởi Jon Vitti, Jonathan Aibel và Glenn Berger,được phát hành bởi Twentieth Century Fox và được sản xuất bởi Fox 2000 Pictures, Regency Enterprises và Bagdasarian Company. Phim này là phần tiếp theo của Ban nhạc sóc chuột phim 2007 và được chiếu rạp vào ngày 23 tháng 12 năm 2009.